# 纽约县法院大楼
纽约州最高法院大楼（New York State Supreme Court Building），原名纽约郡法院（New York County Courthouse），位于美国纽约市曼哈顿中央街60号，在市政中心区的弗利广场上。
这是一座六角形的花岗岩面建筑，古典复兴建筑风格，具有古代神庙的外观，立面有巨大的科林斯柱廊，由波士顿的盖洛厄尔设计，建于1913年和1927年之间。此前的老纽约郡法院位于钱伯斯街52号的特威德法院大楼。

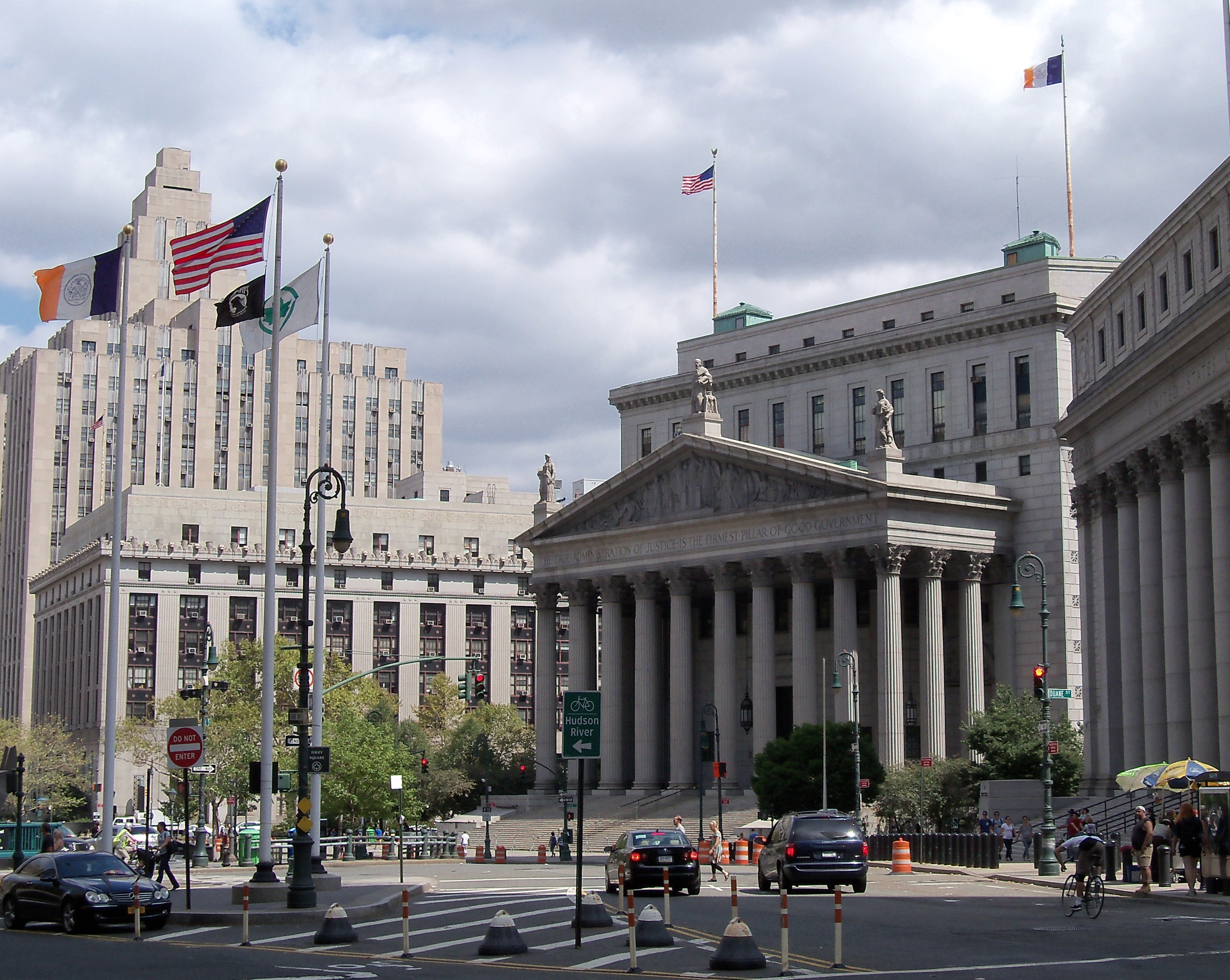
纽约州最高法院大楼（圖中）

法院大楼外观于1966年2月1日列为纽约市地标，其内部在1981年3月24日也被列为纽约市地标。